# Mario Lindner

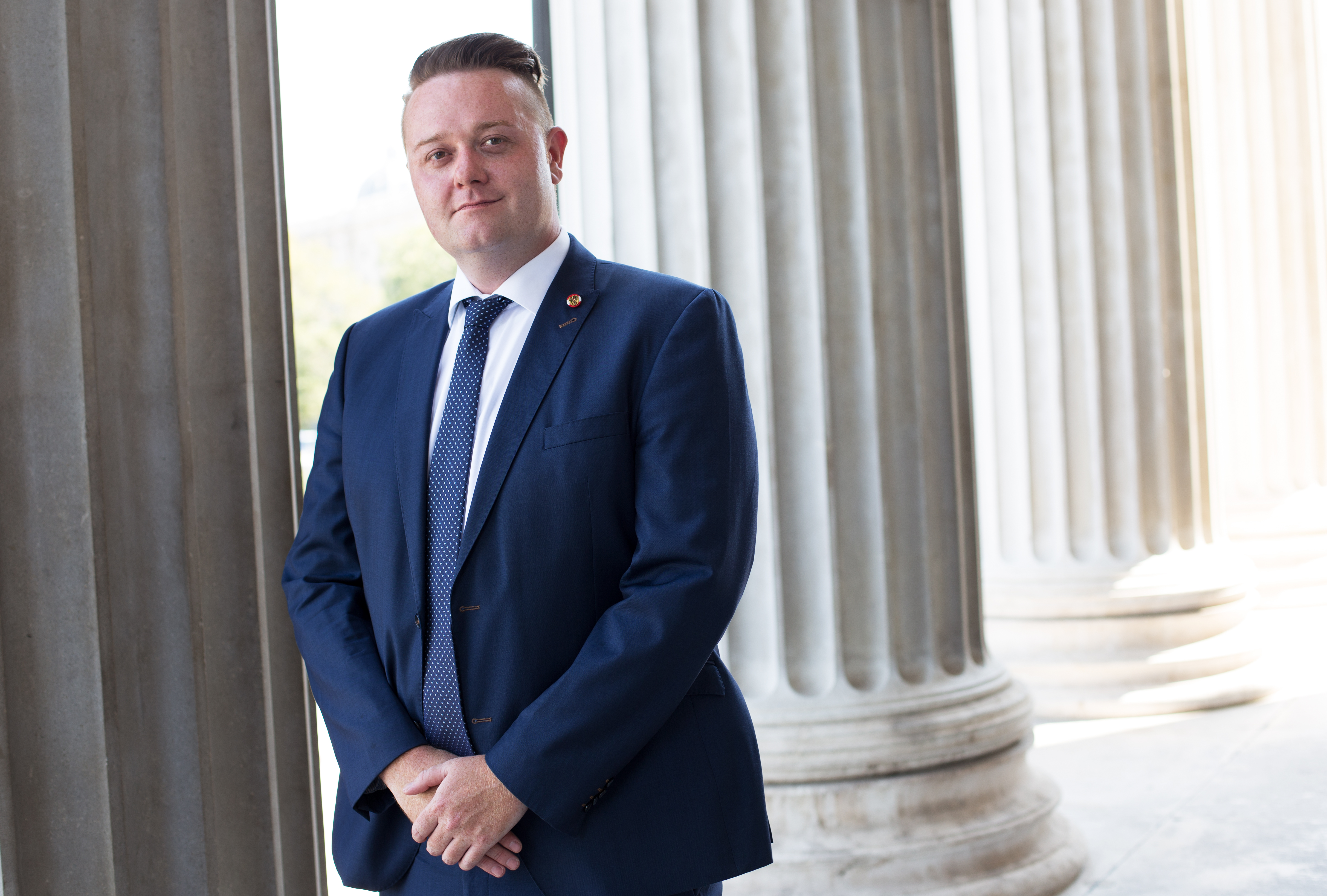
Mario Lindner (2017)

Mario Lindner (* 30. März 1982 in Leoben) ist ein österreichischer Politiker (SPÖ) und Gewerkschaftsfunktionär. Er war von 2015 bis 2017 aus der Steiermark entsandtes Mitglied des österreichischen Bundesrats und ist aktuell Regionalvorsitzender der SPÖ Liezen. Von 1. Juli bis 31. Dezember 2016 war Lindner zudem turnusgemäß Präsident des Bundesrates. Von November 2017 bis Oktober 2019 war er Abgeordneter seiner Partei im österreichischen Nationalrat und dort Sprecher für Gleichbehandlung, Diversität und LGBTIQ*. Lindner ist seit Juni 2017 außerdem Bundesvorsitzender der sozialdemokratischen LGBTIQ*-Organisation SoHo. Seit April 2021 ist er erneut Abgeordneter zum Nationalrat.

## Ausbildung und Beruf
Mario Lindner wurde am 30. März 1982 in der obersteirischen Bezirkshauptstadt Leoben geboren und besuchte in Landl die Volksschule. Anschließend besuchte er die Hauptschule in Eisenerz sowie ein Jahr lang die Handelsakademie Eisenerz. Er absolvierte eine Lehre als Elektroinstallateur bei den Österreichischen Bundesbahnen in Verbindung mit dem Besuch der Berufsschule für Elektrotechnik I in der Mollardgasse und wurde anschließend dort als Fahrleitungstechniker angestellt.

## Politischer Werdegang
Seine politische Karriere begann Mario Lindner im Österreichischen Gewerkschaftsbund. Ende 2002 wurde er als Nachfolger von Michael Seemayer zum Jugendvorsitzenden der Fraktion Sozialdemokratischer GewerkschafterInnen gewählt. Später wechselte er in das Kampagnen- und Organisationsreferat des ÖGB. Ab 2004 war Lindner außerdem Mitglied im Vorstand der Bundesjugendvertretung. Seit Jänner 2014 ist Lindner als Regionalsekretär des ÖGB in Liezen tätig.
Mit den Gemeinderatswahlen in der Steiermark 2005 zog er erstmals in den Gemeinderat seiner Heimatgemeinde Landl ein. Von 2009 bis 2015 war er dort als Vizebürgermeister und Ortsparteivorsitzender der SPÖ tätig. Seit Mai 2015 ist Lindner außerdem Regionalvorsitzender der Partei im Bezirk Liezen. Nach der Landtagswahl in der Steiermark 2015 wurde Mario Lindner vom neu gewählten steiermärkischen Landtag mit 16. Juni 2015 in den Bundesrat entsandt, wo er am 2. Juli 2015 angelobt wurde. Seit 1. Oktober 2015 ist er außerdem Vorsitzender des Regionalmanagements seines Heimatbezirks.
Vom 1. Juli bis 31. Dezember 2016 war Lindner gemäß dem Rotationsprinzip Präsident des Bundesrates der Republik Österreich. Politisch engagiert sich Lindner vor allem in den Bereichen Zivilcourage, Gleichberechtigung und Arbeits- und Beschäftigungspolitik. Als Regionalpolitiker setzte er sich in der Vergangenheit außerdem für die Stärkung ländlicher Regionen ein.
Am 18. Juni 2016 im Rahmen seiner Rede auf der Wiener Regenbogenparade outete sich Lindner mit den Worten „Ich werde in einigen Tagen zum Präsidenten des Bundesrats ernannt, ich werde in dieser Funktion den neuen Bundespräsidenten angeloben – und ich bin schwul“. Seit Juni 2017 ist Lindner Bundesvorsitzender der LSBTI-Organisation SoHo der SPÖ.
Nach der Nationalratswahl am 15. Oktober 2017 zog Lindner als Kandidat der SPÖ-Bundesliste als einzig offen schwuler Abgeordneter in den österreichischen Nationalrat ein. Die Steirerin Elisabeth Grossmann rückte an seiner Stelle in den Bundesrat nach. Nach der Nationalratswahl 2019 schied er aus dem Nationalrat aus. Am 1. April 2021 übernahm er das Nationalratsmandat von Thomas Drozda. Im SPÖ-Parlamentsklub wurde er in der XXVII. Gesetzgebungsperiode Sprecher für Gleichbehandlung, Diversität und LGBTIQ.

## Politische Ziele: Gleichberechtigung, #DigitaleCourage und einheitliche Gesetzgebung
In seiner Zeit als Bundes- und Nationalrat setzte sich Mario Lindner bisher vor allem öffentlichkeitswirksam für die Themen Gleichberechtigung, digitale Zivilcourage und eine einheitliche Gesetzgebung für ganz Österreich ein.
Seine Präsidentschaft im Bundesrat stellte er unter das Motto #DigitaleCourage, um dem Kampf gegen „Hass im Netz“ in der öffentlichen Debatte eine neue Richtung zu geben: „Weg von ,Hass im Netz‘ hin zu Courage. Nicht gegen etwas sein, sondern für etwas einstehen.“ Im Zuge dieser Initiative veröffentlichte Lindner auch das Grünbuch „Digitale Zivilcourage“ und lud zu einer Experten-Enquete ins österreichische Parlament.
„Couragiert, mutig und höchst sinnvoll“ nannte Mario Lindner in einer Presseaussendung am 29. Oktober 2016 den Vorschlag des stellvertretenden Landeshauptmannes der Steiermark Michael Schickhofer, die Landesgesetzgebung abzuschaffen. „Die Gesetzgebung beim Bund zu konzentrieren, wobei die Vollziehung natürlich bei den Ländern bleibt, stärkt die Handlungsfähigkeit und führt zum Bürokratieabbau. Wagen wir es, Österreich neu zu denken, ganz ohne Scheuklappen! Nur so können wir unser Land voranbringen“, so Bundesrat Lindner.
Lindner hinterfragte in der Presseaussendung, warum ein kleines Land wie Österreich so wesentliche Bereiche wie Jugendschutz, Kinderbetreuung oder Sozialhilfe neunfach unterschiedlich geregelt hat. „Das ist doch unnötig kompliziert und führt, wie bei den aktuellen Verhandlungen zur Mindestsicherung deutlich wird, dazu, dass Lösungen verzögert oder gar blockiert werden“, erklärte Lindner. Sollte die Landesgesetzgebung zugunsten einer effektiven Bundesgesetzgebung abgeschafft werden, kann Lindner sich im Gegenzug vorstellen, dass die Länder mehr Mitsprache bei der Bundesgesetzgebung erhalten. In welcher Form, müsste man sich dann genau ansehen. „Klar ist: Bei dieser Frage geht es um mehr Effizienz und Handlungsfähigkeit, aber nicht um eine Schwächung der Bundesländer“, wie Lindner betont.
Als Bundesvorsitzender der SoHo setzt sich Lindner seit seinem Outing auch öffentlich massiv für die Gleichberechtigung von Schwulen, Lesben, Intersexuellen und transidenten Menschen ein. Neben der Forderung nach der Öffnung der Ehe für gleichgeschlechtliche Familien stellte er dabei besonders das Levelling-up, also die Ausweitung des Diskriminierungsschutzes im Bundes-Gleichbehandlungsgesetz, und die öffentliche Sichtbarkeit der LGBTI*-Community ins Zentrum.

## Privates
Mario Lindner lebt offen homosexuell, mit seinem öffentlichen Outing im Juni 2016 erreichte er großes mediales Interesse als damals temporär zehnthöchster Amtsträger Österreichs. Er zählt zu den engsten Freunden des Eurovision-Song-Contest-Gewinners Conchita Wurst.